# کارن فیلیپس
کارن فیلیپس (انگلیسی: Karen Phillips؛ زادهٔ ۴ مهٔ ۱۹۶۶) شناگر اهل استرالیا بود.
وی در مسابقات کشوری و بین‌المللی در مجموع برندهٔ ۱ مدال نقره شده‌است.